# ممتاز (هنرپیشه)

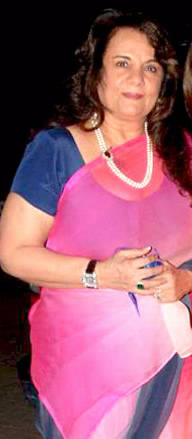

ممتاز (انگلیسی: Mumtaz؛ زادهٔ ۳۱ ژوئیهٔ ۱۹۴۷) یک هنرپیشه اهل هند است. وی بین سال‌های ۱۹۵۲ تا ۱۹۷۸ میلادی فعالیت می‌کرد.
او در فیلم برهماچاری بازی کرده‌است.

## فیلم‌شناسی
فهرست برخی از فیلم‌هایی که ممتاز در آن‌ها به ایفای نقش پرداخته‌است:
- برهماچاری
- هری راما هری کریشنا
- اسباب‌بازی
- گهواره چوبی
- همدم من دوست من
- مار
- آدم و انسان
- پسربچه
- در آن طرف دریاچه
- رویاهای من و تو
- دزد سر و صدا می‌کند
- ۱ دقیقه
- خاندان
- عشق من
- بگذار زندگی کنم
- محبوب
- کشور ما
- جنایت
- پیوند
- قطره‌ای که مروارید شد
- میل
- مادربزرگ